# Flykten (film, 1971)
Flykten (ryska: Бег Beg) är en sovjetisk historisk dramafilm från 1971 i regi av Aleksandr Alov och Vladimir Naumov. Den kretsar kring tre generaler från den Vita armén, som efter förlusten i det ryska inbördeskriget går i landsflykt i Turkiet och Frankrike tillsammans med adelsfamiljer och intellektuella. Filmen är indelad i två partier. Den bygger på pjäsen Flykt av Michail Bulgakov.
Filmen hade premiär i Sovjetunionen den 14 januari 1971. Den visades i huvudtävlan vid filmfestivalen i Cannes samma år. Sverigepremiären ägde rum på TV2, där filmens två delar visades den 18 och 25 juli 1973.

## Medverkande
- Ljudmila Saveleva som Serafima Vladimirovna Korzuchina
- Aleksej Batalov som Sergej Pavlovitj Golubkov
- Michail Uljanov som general Tjarnota
- Tatjana Tkatj som Ljuska
- Vladislav Dvorzjetskij som general Chludov
- Jevgenij Jevstignejev som Korzuchin
- Vladimir Zamanskij som Bajev
- Nikolaj Oljalin som Krapilin
- Bruno Frejndlich som general Wrangel
- Vladimir Basov som Artur Arturovitj
- Tamara Loginova som Litjiko
- Oleg Jefremov som överste
- Vladimir Osenev som Tichij
- Gotlib Roninson som vällustig grek
- Roman Chomjatov som Michail Frunze